# Entrenamiento en altitud

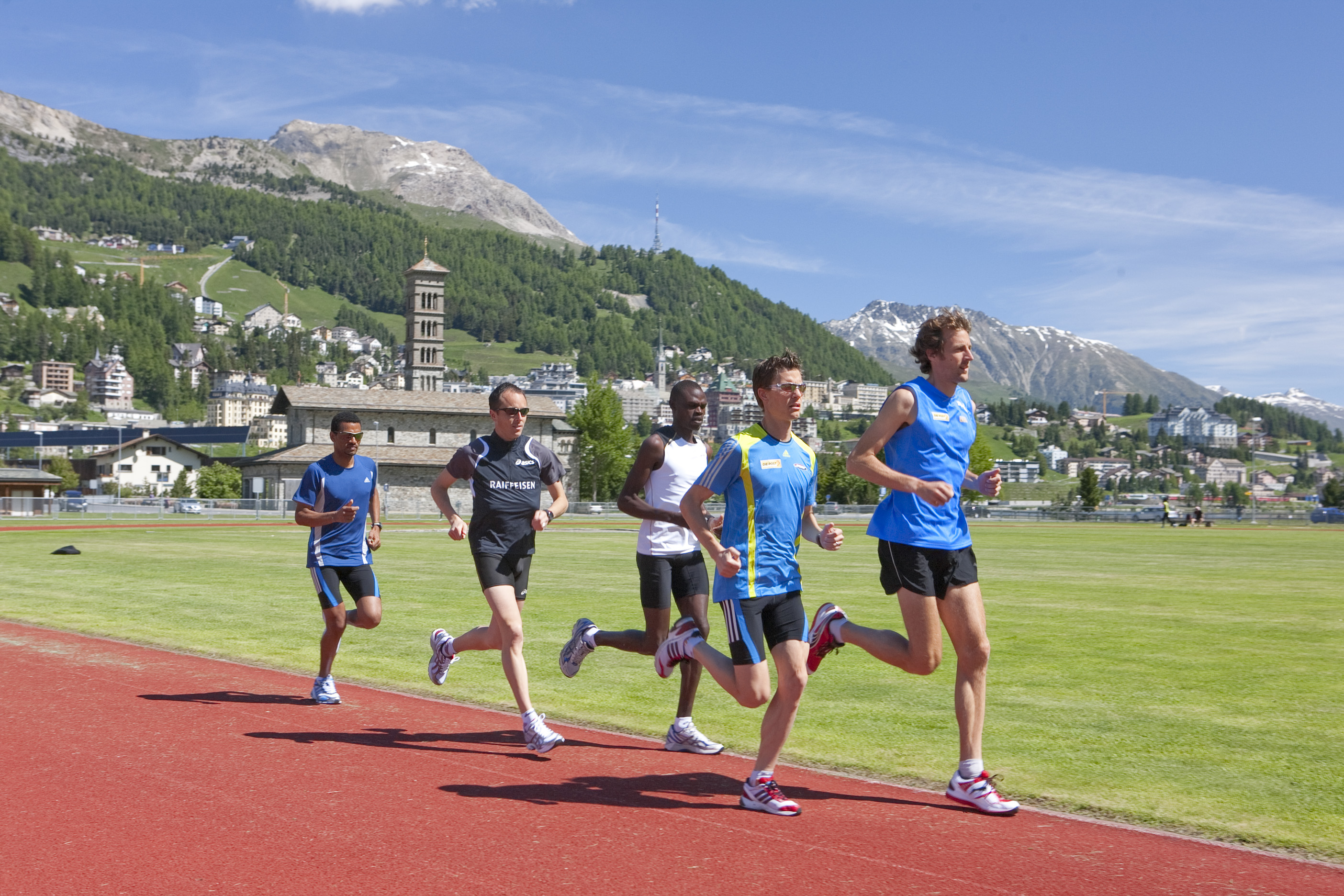
Entrenamiento en altitud, en la base de entrenamiento suizo en los alpes (a 1856) en St. Moritz.

El entrenamiento de altura.tradicionalmente conocido como acondicionamiento en altitud, es la práctica efectuada por algunos atletas de resistencia durante varias semanas a gran altitud, de entre 1500 m y 2000 m pero preferiblemente de más de 2500 m (8000 pies) sobre el nivel del mar, aunque con mayor frecuencia se ejecuta en altitudes intermedias, debido a la escasez de lugares adecuados a altitudes superiores En altitudes intermedias, el aire todavía contiene aproximadamente 20.9 % de oxígeno, pero la presión barométrica disminuye y por lo tanto la presión parcial de oxígeno se reduce.
Dependiendo en gran medida de los protocolos utilizados, el cuerpo puede adaptarse a la relativa falta de oxígeno en una o más formas, tales como el aumento de la masa de glóbulos rojos y hemoglobina (policitemia hipóxica), o alterar el metabolismo muscular. Los defensores de esta práctica afirman que cuando los atletas viajan a las competiciones en altitudes más bajas mantienen una mayor concentración de glóbulos rojos por 10-14 días, y esto les da una ventaja competitiva. Algunos atletas viven permanentemente en la altura, volviendo al nivel del mar solo para competir, pero su formación puede sufrir debido a la menor cantidad de oxígeno disponible para los entrenamientos.
El entrenamiento en altura se puede simular mediante el uso de una tienda de simulación de altitud, sala de simulación de altitud, o el sistema de máscara basado en hypoxicator en donde la presión barométrica se mantiene igual, pero el contenido de oxígeno se disminuye, reduciendo la presión parcial de oxígeno.